# Limón FC
Limón FC ist ein Fußballverein aus Puerto Limón, Provinz Limón, Costa Rica, welcher in der zweithöchsten costa-ricanischen Spielklasse, der Liga de Ascenso-Segunda División spielt.

## Geschichte
Am 10. Juli 1961 gründete sich die Asociación Deportiva Limonense (ASODELI).
1963 belegte Limón den zweiten Platz in der Liga de Ascenso-Segunda División und stieg somit in die Primera División de Costa Rica auf.
AD Limonense spielte zwischen 1964 und 1969, von 1972 bis 1995 sowie von 1998 bis 2002 in der höchsten costa-ricanischen Spielklasse.
Bis Anfang der 1990er Jahre änderte AD Limonense einige Male seinen Namen, so nannte sich der Klub unter anderem Limón Northern, Limón-Japdeva und Limón Sprite.
2009 kaufte der costa-ricanisch-amerikanische Geschäftsmann Carlos Pascal für rund $100.000 den wirtschaftlich maroden Verein auf und nannte ihn in Limón FC um. Bereits in der ersten Saison gelang der Aufstieg in die erste Liga, aus der man 2021 abstieg.

## Stadion
Limón FC trägt seine Heimspiele normalerweise im 3000 Zuschauer fassenden Estadio Juan Gobán aus, welches sich im Stadtzentrum von  Puerto Limón befindet. Wenn ein großer Zuschauerandrang erwartet wird, trägt Limón FC seine Heimspiele im Estadio Nuevo de Limón aus, welches sich außerhalb der Stadt befindet und ca. 5000 Zuschauer fasst.